# Kumi Kōda

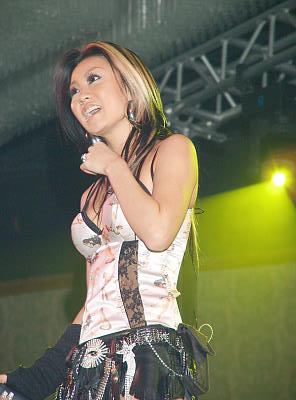
Kōda Kumi bei ihrer Konzerttournee im Jahr 2005

Kumi Kōda (jap. 倖田 來未 Kōda Kumi (Hiragana こうだ くみ), eigentlich 神田 來未子 Kōda Kumiko; * 13. November 1982 in Kyōto, Japan) ist eine japanische J-Pop- und R&B-Sängerin.
Ihr Debüt als professionelle Künstlerin in Japan hatte sie im Dezember 2000. Ihren Durchbruch schaffte sie mit der Single Real Emotion/1000 no Kotoba, die im März 2003 auf dem japanischen Markt erschien, und entwickelte sich in den Folgejahren zu einer der erfolgreichsten J-Pop-Sängerinnen.
Während ihrer ersten Veröffentlichungen verkörperte sie das „Girls next Door“-Image. Seit 2003 verkörpert sie ein mehr sexuelles Image. Sie verkaufte über 14 Millionen Tonträger in Japan.

## Biografie

### 2000–2002:Affection
Kōda erhielt ihre musikalische Inspiration durch ihre Mutter, welche Koto spielte, sowie ihren Großvater, welcher Shakuhachi spielte. Sie wollte in die Fußstapfen ihrer Mutter treten, der sie oft beim Vorspielen in Karaoke-Bars zugesehen hatte. Ihr erstes Vorsingen hatte sie schon mit sieben Jahren. Während ihres zweiten Jahres an der Highschool gewann sie im Jahr 2000 den „Avex Dream 2000-Wettbewerb“. Dabei setzte sie sich gegen 120.000 Teilnehmer durch und unterzeichnete einen Plattenvertrag bei Rhythm Zone, einem Sub-Label von Avex.
Am 6. Dezember 2000 erschien ihrer Debüt-Single Take Back, welche jedoch keine Erfolge erzielen konnte. Im Mai 2001 erschien ihre 2. Single Trust Your Love, welche ihr erster Top-20-Einstieg in den Oricon-Charts wurde. Die 3. Single Color of Soul erschien im Oktober 2001 und erreichte Platz 29 in wöchentlichen Oricon-Charts. Ihrer 4. Single So into You erschien im März 2002 und erreichte Platz 50 in den Oricon-Charts. Unter dem Künstlernamen Kōda veröffentlichte sie ihre ersten zwei Singles außerdem in den Vereinigten Staaten. Take Back und Trust Your Love erreichten beide die Top Ten der Billboard-Dance Charts. Trust Your Love erreichte dabei sogar die Spitze der „Hot Dance Music/Maxi-Singles Sales Charts“.
Auf Grund der Terroranschläge am 11. September 2001 nahm sie zusammen mit BoA die Charity Single The Meaning of Peace auf. Die Single wurde als Teil von Avex's Song+Nation Projekt aufgenommen, um Geld für wohltätige Zwecke einzunehmen. Die Single erreichte Platz 12 der japanischen Charts.
Im März 2002 veröffentlichte sie ihr Debüt-Album affection, welches Platz 12 der japanischen Charts erreichte. The Meaning of Peace ist allerdings nicht auf dem Album enthalten. Das Album verkaufte sich über 91,360 mal und ist ihr einziges Studioalbum, welches nicht die Top Ten erreichen konnte.

### 2003–2005:grow into one, feel my mind, SecretundBest: First Things
Im Juli 2002 erschien ihrer 5. Single love across the ocean welche Platz 19 in den Oricon-Charts erreichte. Daraufhin begann sie mit den Arbeiten an ihrem zweiten Studioalbum. Im Dezember 2002 erschien ihre 6. Single Maze, welche Platz 25 erreichte. Im März 2003 gelang ihr mit der 7. Single Real Emotion/1000 no Kotoba der Durchbruch. Die Songs wurden als Titelmelodien für das Videospiel Final Fantasy X-2 verwendet. Im Videospiel selbst spricht Kōda „Ren“ (in der deutschen Version „Lenne“), steuerte hier auch die japanische Stimme sowie die Tanz-Sequenz am Beginn des Spieles bei. Die Single erreichte Platz drei der Oricon-Charts und wurde ihr erster Top-Ten-Hit. Bis heute verkaufte sich die Single über 283,000 mal. Im selben Monat veröffentlichte sie ihr zweites Studioalbum grow into one, welches Platz 8 in den wöchentlichen Oricon-Charts erreichte und über 500,000 Tonträger absetzen konnte. Am selben Tag erschien ihr erstes Videoalbum 7 Spirits, welche alle Musikvideos von ihren Alben affection und grow into one enthält.
Im August 2003 erschien die 8. Single Come with Me, welche jedoch nicht die Top Ten erreichen konnte. Ihrer nachfolgende 9. Single Gentle Words, welche im Dezember 2003 erschien, konnte ebenso nicht die Top Ten erreichen. Im Januar 2004 erschien die 10. Single Crazy 4 U, welche Platz 12 erreichte. Diese Single begründet auch ihr Ero-Kawaii Image, durch welches sie berühmt wurde. Im Februar 2004 erschien ihr 3. Studioalbum feel my mind, welches Platz 7 erreichte und sich über 150.000 Mal verkaufte. Am selben Tag erschien ihr zweites Videoalbum feel..., welches alle Musikvideos aus der Ära des Studioalbums beinhaltet.
Im Mai 2004 erschien ihrer 11. Single Love&Honey, welche Platz 4 erreichte und ihre erste Hitsingle seit Real Emotion/1000 no Kotoba wurde. Zudem war es ihrer erste Single, welche als CD+DVD Version erschien. Das Lied Cutey Honey war das Titellied zum gleichnamigen Kinofilm. Im Juli folgte ihrer 12. Single Chase. Im September 2004 folgte ihre 13. Single Kiseki, welche Platz 7 in den wöchentlichen Oricon-Charts erreichte. Am 25. November erschien ihre erste DVD-Single Girls: Selfish, welche jedoch kein kommerzieller Erfolg war. Im Januar 2005 erschien ihrer 14. Single hands, welche wie ihr Vorgänger Platz 7 in den Charts erreichte. Im Februar 2005 veröffentlichte sie ihr 4. Studioalbum secret, welches ein kommerzieller Erfolg wurde. Das Album debütierte in der ersten Woche auf Platz 3 der Oricon-Charts und konnte sich über 600.000 Mal verkaufen. Das Album war als CD-Only und als CD+DVD Version erhältlich. Um das Album zu promoten, ging sie in der ersten Jahreshälfte auf ihrer erste Tournee.
Am 13. April 2005 erschien ihrer 15. Single Hot Stuff mit dem japanischen Rapper KM-Markit. Die Single war auf 30,000 Stück limitiert und erschien ausschließlich im CD+DVD-Format. Am selben Tag wurde ihr Album Secret, als Special Edition wieder veröffentlicht. Im Juni erschien die 16. Single Butterfly, welche ihre erste Single wurde, welche die Höchstplatzierung in den täglichen Orcion-Singles Chart erreichte. In den wöchentlichen Charts belegte die Single Platz 2. Im August erschien die Single Flower, welche Platz 4 erreichte. Allerdings gab es kein Musikvideo zur Single.
Im September folgte ihrer 18. Single Promise/Star, welche Platz 4 erreichte. Im gleichen Monat veröffentlichte sie ihr erstes Kompilation Album Best: ~first things~, welche alle bis zum damaligen Zeitpunkt erschienen Singles beinhalte und mit einem neuen Song daherkommt. Hierbei findet auch die Single" The Meaning of Peace" ihren Platz, welche als Bonustrack in der Erstpressung des Albums vorhanden ist. Allerdings ist dies Kumis Kodas Soloversion, welche auf der Single love across the ocean, als B-Seite erschien. Das Album erschien als 2CD und 2CD+DVD Version. Best: First Things debütierte in der ersten Woche auf Platz 1 der Oricon-Charts, womit es ihr erstes Nummer-eins Album wurde. Es verkaufte sich über 1,9 Millionen Mal und war im Jahr 2005 das meistverkaufte Album einer weiblichen Solokünstlerin in Japan.
Im selben Monat erschien auch ihrer erste Konzert-DVD Secret First Class Limited Live. Von September bis Oktober 2005 ging sie auf die Koda Kumi Live Tour 2005: First Things, Tour um ihr Album Best: First Things, zu promoten.

### 2006–2007:Best: Second Session, Black CherryundBest: Bounce & Lovers
Von Dezember 2005 bis Februar 2006 veröffentlichte sie ihre 12 Singles Collection, der sie jede Woche eine Single veröffentlichte. Den Anfang machte ihrer 19. Single "you", welche am 7. Dezember 2005 erschien und Platz 1 der wöchentlichen Oricon-Charts erreichte und ihrer erste Nummer-eins Single wurde. Daraufhin folgten in kurzen Abständen Birthday Eve, D.D.D feat. Soulhead, Shake It Up, Lies, Feel, Candy, No Regret, Ima Sugu Hoshii, Kamen feat. Tatsuya Ishii, Wind und Someday / Boys & Girls. Alle Singles konnten sich in den Top Ten der Oricon-Charts platzieren.
Im März 2006 folgte ihr zweites Kompilation Album Best: ~Second Session~, welche alle zuvor veröffentlichten Singles und zwei neue Lieder beinhalte. Das Album erschien in einer CD Only, CD+DVD und CD+2DVD Version. Es erreichte Platz 1 in den Oricon-Charts und verkauftet sich über 1,8 Millionen Mal. Im Mai 2006 erschien die 31. Single Koi no Tsubomi, welche Platz 2 erreichte. Im Juli folgte die 32. Single 4 Hot Wave, welche die Lieder Ningyo-Hime, I’ll be there, Juicy und With your smile enthält. Mit über 489,000 verkauften Einheiten ist es ihrer erfolgreichste Single. Im Oktober erschien ihrer 33. Single Yume no Uta / futari de ... . In November und Dezember folgten ihre Singles Won’t Be Long feat. Exile und Cherry Girl/Unmei. Beide Singles konnten die Top Ten der Oricon-Charts erreichen. Am 20. Dezember 2006 erschien ihr 5. Studioalbum Black Cherry, welches als CD, CD+DVD und CD+2DVD Version erschien. Auf der 2.DVD ist der Kinofilm Cherry Girl, enthalten in welchen Kumi ihr Debüt als Schauspielerin gibt. Mit über 1 Million verkauften Tonträger ist es ihr erfolgreichstes Studio-Album.

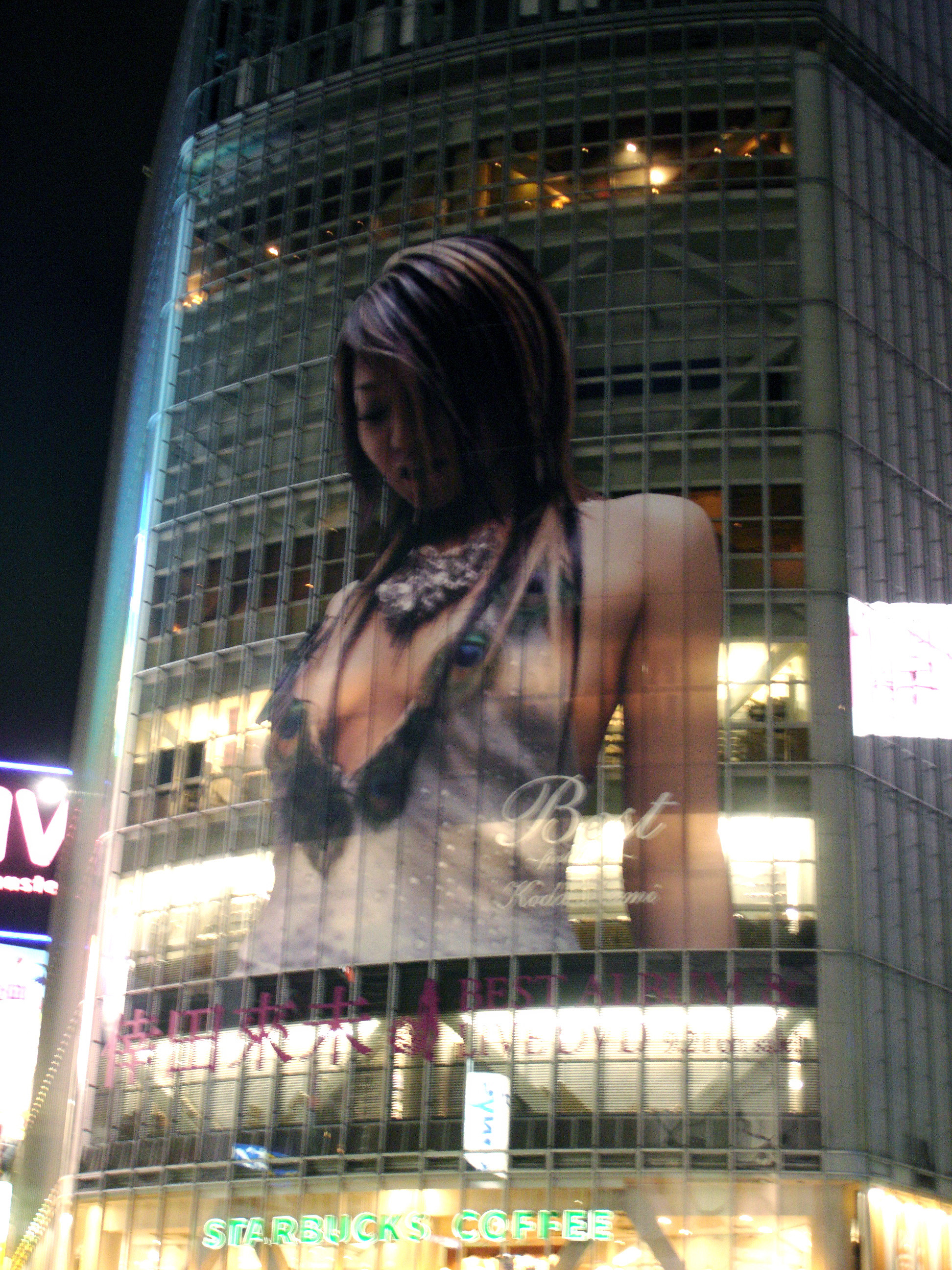
Werbung für ihr Best: First Things Album in Japan (2005)

Die Single But/Aisho (jap. BUT/愛証) erschien am 14. März 2007, am gleichen Tag erschien ihr drittes Kompilation Album Best: ~Bounce & Lovers~, welches ihre bekanntesten Balladen enthält und Platz 2 in den Oricon-Charts erreichte. Das Album erschien ausschließlich im CD+DVD-Format und war auf 300,000 Stück begrenzt. Im Sommer 2007 erschien ihrer 36. Single Freaky; welche ebenso vier Lieder beinhalte. Die Single erreichte Platz 1. Im September und November 2007 erschienen ihrer 37. und 38. Single: Ai no Uta und Last Angel. Beide Singles erreichten die Top Ten. Im gleichen Jahr nahm sie auch am Live Earth Konzert in Tokyo teil.

### 2008 bis 2011:Kingdom, Trick, Out Works & Collaboration Best, UniverseundDejavu
Im Januar 2008 veröffentlichte sie die Single anytime, und ihr 6. Album Kingdom. Das Album erreichte Platz 1 der Charts und verkaufte sich über 600,000 mal. Großes Aufsehen in der Öffentlichkeit erregte sie während der Show „All Night Nippon“ vom 17. Februar 2008 mit folgender Aussage: „Nachdem eine Frau 35 Jahre geworden ist, verdirbt ihr Fruchtwasser“. Dennoch wurden ihr aufgrund vieler Beschwerden fast alle Werbeverträge gekündigt, außerdem suspendierte Avex sie für einen Monat. In einem Exklusiven TV-Interview mit „Fuji-TV“ entschuldigte sie sich für diese Aussage. Ihr kurz zuvor veröffentlichtes Album „Kingdom“ verkaufte sich jedoch weiterhin gut.
Am 31. März 2008 erschien Kōda’s Live-DVD Live Tour 2007: Black Cherry Special Final in Tokyo Dome. Mit Moon folgte im Juni ihre 40. Single. Die Single erreichte Platz 1 der Charts und ist ihre letzte Single, die sich über 100.000 Mal verkaufen konnte. Auf dieser war außerdem der Song That Ain’t Cool enthalten, welchen sie zusammen mit Fergie produzierte. Am 24. September erschien ihre Live-DVD Live Tour 2008: Kingdom, damit erschienen zum ersten Mal in einem Jahr zwei Live-DVDs. Ihre 41. Single Taboo ist seit dem 8. Oktober auf dem japanischen Markt erhältlich. Diese erreichte ebenso Platz 1 in den Oricon-Charts. An Heiligabend 2008 erschien ihre 42. Single Stay with Me, welche ebenfalls Platz 1 erreichte.
Im Januar 2009 kam ihr siebtes Studioalbum Trick auf den Markt. Der Erfolg des Albums hielt sich in Grenzen, zwar konnte es Position eins der Charts erreichen, verkaufte sich aber insgesamt nur etwa 380.000 mal. Am 25. März wurde eine neue Kompilation Out Works & Collaboration Best sowohl als auch ein Remix-Album Koda Kumi Driving Hit’s veröffentlicht. Beide Alben erreichten die Top 10. Ihre 43. Single It’s All Love! singt sie zusammen mit ihrer Schwester Misono, diese erschien Ende März. Im Juli 2009 ist ihre 44. Single 3 Splash erscheinen, welche drei neue Lieder beinhaltete und Platz 2 erreichte. Im September 2009 erschien ihre 45. Single Alive/Physical Thing. Im Januar 2010 erschien die 46. Single Can We Go Back. Im Februar 2010 erschien ihr achtes Album Universe. Zeitgleich erschien ihre 4. Kompilation Best: ~Third Universe~. Beide Alben erschienen als Doppelalbum und erreichten Platz 1 der Oricon-Charts. Insgesamt verkauften sich beide Alben über 372,000 mal.
Ende 2009 und Anfang 2010 nahm Kōda Kumi, neben Künstlern wie L’arc-en-Ciel und Kobukuro an einer speziellen Pepsi Nex Werbereihe teil, in der sie den Klassiker Got to Be Real zum Besten gibt.
Am 3. und 4. Juli 2010 gab Koda Kumi ihr erstes Outdoor Arena Konzert im Yokohama Stadium, zudem stand sie als erste weibliche Künstlerin zwei Abende in Folge auf dieser Bühne. Noch im Juli 2010 erschien ihre 47. Single Gossip Candy mit den Tracks Inside & Outside Fishbowl, Lollipop, For You und Got to Be Real. Die Single erreichte Platz 4. Am 22. September erschien ihre 48. Single Suki de, Suki de, Suki de./Anata Dake ga, zwei Balladen und eine neue Version von Walk. Die Single erreichte Platz 2. Im Jahr 2010 feierte sie auch ihr 10-jähriges Jubiläum als Sängerin. Im Oktober erschien ihr erstes Coveralbum ETERNITY ~Love & Songs~ .
Im Jahr 2011 veröffentlichte sie mit Pop Diva ihre 49. Single. Außerdem erschien eine weitere DVD ihrer Konzerttour, auf der sie erneuert im Tokio Dome spielt. Im März veröffentlichte sie ihr 9. Studioalbum, welches Dejavu heißt. Bis heute verkaufte sich das Album über 200.000 mal, erreichte aber Platinstatus. Im Sommer veröffentlichte sie ihre 50. Single 4 Times, hier waren vier Musikvideos drauf vorhanden. Die Single hatte allerdings nicht den erhofften Erfolg und im September veröffentlichte sie deswegen auch schon die 51. Single. Ai o Tomenaide hieß die Single und war gleichzeitig das Titellied zur japanischen Dorama-Serie „Second Virgin“. Am 30. November 2011 veröffentlichte sie auch schon die 52. Single, welche Love Me Back heißt. Im Dezember 2011 verkündete sie, dass sie den japanischen Künstler „Kenji 03“, aus der Musikgruppe Back-On, heiraten wird und von ihm schwanger ist.

### 2012 bis 2013:Japonesqueund kurze Mutterschaftspause
Für das Jahr 2012 wurde am 25. Januar ihr zehntes Studioalbum angekündigt, Japonesque. Es enthält wie bei Kingdom eine Vielzahl an Musikvideos. Insgesamt sind es 17 Musikvideos zu allen 17 Liedern, das Konzept scheint dasselbe von Kingdom zu sein, allerdings gibt es zu Japonesque zusätzlich ein Intro und ein Outro. Das Rolling Stone Magazin Japan bewertete das Lied mit drei von fünf Sternen. Am 1. Mai gab sie bekannt, dass sie eine Auszeit, wegen der Schwangerschaft, nehmen wird und dass sie im November, nach der Geburt, noch zurückkommen wird. Als Bühnen-Comeback startet sie in Japan eine kurze Tour, welche sich Koda Kumi Premium Night: Love & Songs nennt. Die Tour startet am 7. November und geht bis zum 17. November. Es ist das erste Mal in der Karriere, dass Kumi Kōda eine Auszeit von der Musikbranche nimmt. Am 17. Juli brachte Kumi ihren Sohn auf die Welt, das berichtete sie über ihre offizielle Webseite und ihr offizielles Facebook-Konto. Die Download-Single Whatchu Waitin’ On, welche für das veröffentlichte Remixalbum Beach Mix werben sollte, wurde am 25. Juli veröffentlicht. Am 1. August 2012 veröffentlichte Kumi ihr neues Remixalbum Beach Mix, ursprünglich sollte der Titel Koda Kumi Best Hit Summer heißen. Das Album verfügt über ein neues Lied, Watchu Waitin’ On?, welches mit einem neuen Musikvideo kommt. Zum ersten Mal in Kumis Karriere ging sie auch, durch die Mutterschaftspause, nicht auf die jährliche A-Nation, dies gab 711.SEJ über Facebook bekannt. Die A-Nation existiert seit 2002 und es wäre Kumis zehnte Teilnahme in Folge gewesen. Offiziell wurde verkündet, dass am 24. Oktober ihre 53. Single Go to the Top veröffentlicht werden soll. Das gleichnamige Lied wurde außerdem als Vorspanntitelmelodie für den Anime Muv-Luv Alternative: Total Eclipse verwendet. Die Single erreichte Platz 1 der Oricon-Charts in Japan und war somit ihre neunte Nummer 1 Single und außerdem ihre erste Nummer 1 Single, seit drei Jahren. Folgend veröffentlichte sie am 26. Dezember ihre Ballade Koishikute (恋しくて). Diese Single war, mit etwas über 23.000 verkauften Einheiten, ihre schlechteste verkaufte Single seit Hot Stuff, aus dem Jahr 2005.

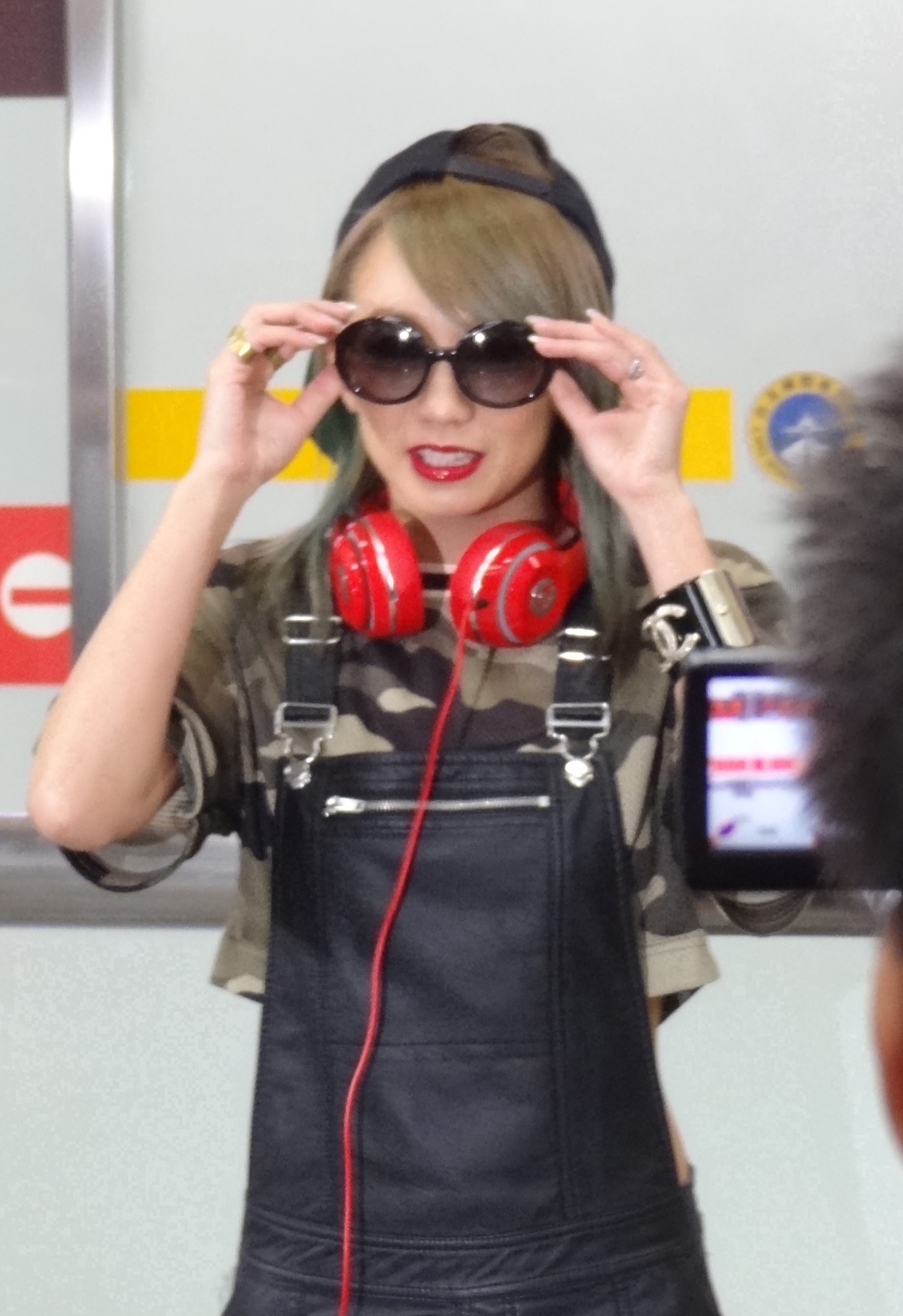
Kōda Kumi im Flughafen Taiwan Taoyuan, Taiwan, für ihre Konzertauftritte (2013)

Im Februar 2013 veröffentlichte sie ihr zweites Coveralbum Color the Cover, welches unter anderem über eine Coverversion zu Pink Spider, von Hide, beinhaltet. Erstmals veröffentlichte sie auch im neuen Tonträger-Format Music Card das Album und einige Singles dazu. Am 20. März veröffentlichte sie schließlich Driving Hit’s 5, am selben Tag veröffentlichte sie sechs Live-Alben, die man bei ausgewählten Händlern und als Fanclub-Mitglied mieten kann, und außerdem veröffentlichte sie auch am selben Tag ihr Premium Night: Love & Songs-Konzert auf Blu-ray und DVD. Für den 31. Juli 2013 wurde die Single Summer Trip angekündigt. Die Single ist eine Double A-Side Single und verfügt daher über zwei Musikvideos. Schließlich wurde für ihren 31. Geburtstag, den 13. November 2013, die 56. Single Dreaming Now! angekündigt, die das Titellied für die Volleyball World Grand Champion Cups 2013 ist.

### 2014–2016:Bon Voyage, Markt außerhalb Japans undWalk of My Life
Zum Neujahr 2014 wurde offiziell ihr 11. Studioalbum mit dem Titel Bon Voyage angekündigt, das Studioalbum wurde anschließend im Februar des Jahres veröffentlicht. Das Album ist die siebte Höchstplatzierung mit #1 in Folge, auf ihre Studioalben bezogen. Am 12. März ging sie dann auf Tour, um für das Album zu werben. Die Tour hieß Koda Kumi Live Tour 2014: Bon Voyage und ging bis zum 31. Juli, als internationales Konzert wurde für den 16. August ein Konzert in Taipeh, Taiwan veranstaltet. Im August des Jahres wurde auch ihre Single Hotel veröffentlicht, womit auf ihren Fanclub aufmerksam gemacht wurde, da es eine Version zur Single zu kaufen gab, in der man ein Musikvideo zu Money in My Bag (der zweite A-Side Track) fand und diese nur über den Fanclub zum Kauf angeboten wurde. Des Weiteren eröffnete man im selben Monat den kostenpflichtigen internationalen Fanclub. Auf der Tokyo Designers Week wurde das erste Musikvideo für die Oculus Rift vorgestellt, dieses Musikvideo heißt Dance in the Rain, gesungen von Kumi. Das Musikvideo nutzt die 360-Grad Oculus Rift Technologie, wurde vom 18. September bis zum 21. September erstmals in London vorgestellt und galt als gute Demo für die Oculus Rift. Eine TV-fähige Version des Musikvideos wurde anschließend auch veröffentlicht. Im November wurde das Lied als ihre erste Download-Single vermarktet und in 110 Ländern als Download veröffentlicht. Für die Fanclub-Mitglieder gab es auch eine physische CD-Single zum Kauf.
Am 18. März 2015 veröffentlichte sie ihr 12. Studioalbum Walk of My Life im Rahmen ihres 15-jährigen Bühnenbestehens. Die dazugehörige Tournee unter dem Namen Koda Kumi 15th Anniversary Live Tour mit 12 Anhaltestellen, wurde von Mercedes-Benz unterstützt und die beiden letzten Konzerte fanden in der Saitama Super Arena statt. Im Sommer des Jahres veröffentlichte sie außerdem eine Kompilation mit dem Titel Summer of Love und schließlich veröffentlichte man exklusiv für Fanclub-Mitglieder die Walk of My Life Tour als Live-Album im November des Jahres.
Das Jahr 2016 war ein eher ruhigeres Jahr im Thema der musikalischen Veröffentlichungen von Kumi; so veröffentlichte sie am 20. Januar die Kompilation Winter of Love, die in den täglichen Oricon-Charts auf #1 debütierte, am Ende der Woche aber auf #2 festigte. Es folgte am 9. April eine spezielle CD-Single, die mit dem Titel Shhh! nur über das Online-Portal mu-mo und auf ihren Konzerten der Live Tour 2016: Best Single Collection zum Kauf angeboten wurde. Besonders war, dass die Single in vier verschiedenen Versionen, aber nur unterscheidend bei den Titelbildern, daher kam.

### 2017–2019:W Face,And,DNAundRe(Cord)
Erstmals in Kumis Karriere wurden zwei Studioalben gleichzeitig am 8. März 2017 veröffentlicht. Das Projekt bezeichnete man W Face, die Studioalben hießen somit W Face: Inside und W Face: Outside. Outside erreichte die Höchstplatzierung und Inside folgte auf #2, womit an einen Rekord angeknüpft wurde, bei dem zum Zeitpunkt der Veröffentlichung vor 47 Jahren erstmals zwei Studioalben einer Solo-Künstlerin die beiden höchsten Plätze in den Charts erreichen konnten und seitdem bis Kumi mit ihrem W Face-Projekt niemand geschafft hatte. In den vergangenen Jahren konnten zwar weibliche Künstler zwei Alben auf den höchstmöglichen Plätzen gleichzeitig debütieren lassen, nur handelte es sich hierbei nicht um zwei Studioalben, sondern meistens um Kompilationen. Für den 5. April folgte ihr neuntes Remixalbum mit dem Titel Driving Hit’s 7. Im August veröffentlichte sie dann eine weitere CD-Single Lit, die wieder nur über den Onlineanbieter Mu-Mo und ihren Konzerten gekauft werden konnte. Mit Hush (Oktober) und Never Enough (Dezember) folgten weitere Singles, die nur über Mu-Mo und ihren Konzerten gekauft werden konnten.
Im Februar 2018 veröffentlichte sie schließlich das nächste Studioalbum mit dem Titel And. Dieses Studioalbum ist ihren Fans gewidmet und kommt mit bloß zehn Titeln daher, was für Kumi als Album-Veröffentlichung ungewöhnlich war. Es landete auf #6 der wöchentlichen Oricon-Album-Charts. Im folgenden Monat veröffentlichte man das Remixalbum Driving Hit’s 8. Anschließend wurde das nächste Studioalbum am 22. August des Jahres veröffentlicht. Es heißt DNA und der Titel ist eine Anspielung auf das Studioalbum And. Dieses Studioalbum landete auf #3 der Oricon-Charts.
Driving Hit’s 9 wurde im Februar 2019 veröffentlicht. Die drei Download-Singles Eh Yo, Summer Time und Do Me veröffentlichte sie im Juli des Jahres. Schließlich veröffentlichte Avex über YouTube ein neues Lied Livin’ la Vida Loca mit Musikvideo, das das gleichnamige Cover von Ricky Martin darstellt. Die japanische Cover-Version von Hiromi Gō, die Goldfinger ’99 hieß, wurde schließlich auch von Kumi gecovert und mit einem Musikvideo veröffentlicht. Die japanische Version wurde im August des Jahres mit dem Titel Goldfinger 2019 digital veröffentlicht. Im September folgte eine weitere Download-Single Put Your Hands Up!!! (プチョヘンザッ!!!). Vom 14. September bis zum 25. Oktober des Jahres, ist sie in Japan auf Tournee, die Koda Kumi Live Tour 2019 Re(live) bezeichnet wird. Hierbei belebt sie ihre Konzepte aus ihren Tourneen „Live Tour 2007: Black Cherry“ und „Koda Kumi Live Tour 2013: Japonesque“. Ihr 16. Studioalbum wurde am 13. November des Jahres veröffentlicht und trägt den Titel Re(cord). Der Verkauf außerhalb Japans wurde für dieses Studioalbum verboten, weil der kollaborative Titel Rich & Famous mit Sean Paul nur für Japan lizenziert ist. Auf Musikstreaming-Plattformen wurde lediglich dieser Titel außerhalb Japans gesperrt und ein physischer Tonträger ohne den Titel für den Verkauf außerhalb Japans ist geplant.

### 2020–2021:My Name Is …, Angel, Monster,20th AnniversaryundBest 2000-2020
Im März 2020 veröffentlichte sie ihr zwölftes Remix-Album re(Mix), welches Platz 33 in den Oricon-Charts erreichte. Am selben Tag folgte die Live-DVD, KODA KUMI LIVE TOUR 2019 re(LIVE) -Black Cherry- and -JAPONESQUE-. Im Juni, August und September 2020 veröffentlichte sie die drei Download-Singles Puff, Lucky Star und XXKK. Am 11. September folgte ihr siebtes Best-of Album My Name Is …, welches nur über ihren Fan-Klub erhältlich ist. Das Album enthält alle Singles, die zwischen den Alben Dejavu und Re(cord) erschienen sind, sowie die drei zuvor veröffentlichten Singles. Die CD+DVD-Version des Albums enthält auf der DVD Live-Aufnahmen ihrer vergangenen Tourneen. Am 2. Dezember 2020 wurden die Extended Plays angeL(My Name is..) und monsteR(My Name is..) veröffentlicht. Beide Alben erschienen als CD, 2CD+DVD und als 2CD+2DVD/2CD+Bluray Version. Beide Alben erreichten Platz 5 in den Oricon-Charts.
Das Jahr 2020 ist außerdem das Jahr, in dem sie ihr 20-jähriges Bühnenjubiläum erreichte.
Am 10. März 2021 veröffentlichte sie die Live-DVD Koda Kumi 20th Anniversary Tour 2020 My Name Is … , welche während ihrer Arena-Tour 2020 aufgezeichnet wurde. Im September 2021 veröffentlichte sie die Single Summer of 21, welche die Lieder We’ll be Ok, Doo-Bee-Doo-Bop und to be free enthält. Im Dezember veröffentlichte Kumi ihr achtes Kompilation Album Best ~2000-2020~.

### Seit 2022:Heart
Im November 2021 folgten die Singles 4 More und 100 no Kodokutachi e (100のコドク達へ ). Ihr 17. Studioalbum Heart wurde am 2. März 2022 in Japan veröffentlicht und war ihr erstes Studioalbum nach drei Jahren. Bereits im Februar wurde das Album auf den Streamingplattformen veröffentlicht. Heart erreichte Platz 9 in den Oricon-Charts.

## Sonstiges
- Kumi Kōda verkaufte im Jahr 2006 CDs im Wert von ¥12.702.200.000 (ca. 125.687.268 Euro) und im Jahr 2007 von ¥7.300.000.000 (ca. 72.232.925 Euro). Somit war sie 2007 die erfolgreichste Künstlerin in Japan.[130]
- Sie erhielt bei den Mnet Asian Music Awards den Preis für die heißeste asiatische Künstlerin 2011.[131]
- Sie gilt als Gründerin des Ero-Kawaii-Stils.[132]

## Diskografie
Studioalben

| Jahr | Titel                                   | Höchstplatzierung, Gesamtwochen, AuszeichnungChartsChartplatzierungen (Jahr, Titel, Platzierungen, Wochen, Auszeichnungen, Anmerkungen) | Anmerkungen                                                      |
| Jahr | Titel                                   | JP | Anmerkungen                                                      |
| ---- | --------------------------------------- | --- | ---------------------------------------------------------------- |
| 2002 | Affection                               | JP12 (6 Wo.)JP | Erstveröffentlichung: 27. März 2002 Verkäufe JP: + 91.360        |
| 2003 | Grow into One                           | JP8 Gold · (43 Wo.)JP | Erstveröffentlichung: 19. März 2003 Verkäufe JP: + 201.033       |
| 2004 | Feel My Mind                            | JP7 Gold · (35 Wo.)JP | Erstveröffentlichung: 18. Februar 2004 Verkäufe JP: + 153.746    |
| 2005 | Secret                                  | JP3 ×2Doppelplatin · (56 Wo.)JP | Erstveröffentlichung: 9. Februar 2005 Verkäufe JP: + 522.201     |
| 2006 | Black Cherry                            | JP1 Diamant · (60 Wo.)JP | Erstveröffentlichung: 20. Dezember 2006 Verkäufe JP: + 1.031.408 |
| 2008 | Kingdom                                 | JP1 ×3Dreifachplatin · (33 Wo.)JP | Erstveröffentlichung: 30. Januar 2008 Verkäufe JP: + 612.223     |
| 2009 | Trick                                   | JP1 ×2Doppelplatin · (29 Wo.)JP | Erstveröffentlichung: 28. Januar 2009 Verkäufe JP: + 393.094     |
| 2010 | Best: Third Universe & 8th Al: Universe | JP1 Platin · (31 Wo.)JP | Erstveröffentlichung: 3. Februar 2010 Verkäufe JP: + 371.590     |
| 2011 | Dejavu                                  | JP1 Platin · (24 Wo.)JP | Erstveröffentlichung: 2. März 2011 Verkäufe JP: + 211.033        |
| 2012 | Japonesque                              | JP1 Gold · (17 Wo.)JP | Erstveröffentlichung: 25. Januar 2012 Verkäufe JP: + 150.510     |
| 2014 | Bon Voyage                              | JP1 (13 Wo.)JP | Erstveröffentlichung: 26. Februar 2014 Verkäufe JP: + 59.176     |
| 2015 | Walk of My Life                         | JP1 (14 Wo.)JP | Erstveröffentlichung: 18. März 2015 Verkäufe JP: + 50.013        |
| 2017 | W Face: Inside                          | JP2 (9 Wo.)JP | Erstveröffentlichung: 8. März 2017 Verkäufe JP: + 27.900         |
| 2017 | W Face: Outside                         | JP1 (10 Wo.)JP | Erstveröffentlichung: 8. März 2017 Verkäufe JP: + 28.065         |
| 2018 | And                                     | JP6 (8 Wo.)JP | Erstveröffentlichung: 28. Februar 2018 Verkäufe JP: + 18.766     |
| 2018 | DNA                                     | JP3 (8 Wo.)JP | Erstveröffentlichung: 22. August 2018 Verkäufe JP: + 19.665      |
| 2019 | Re(cord)                                | JP4 (5 Wo.)JP | Erstveröffentlichung: 13. November 2019 Verkäufe JP: + 13.533    |
| 2022 | Heart                                   | JP9 (3 Wo.)JP | Erstveröffentlichung: 2. März 2022 Verkäufe JP: + 6.000          |
| 2024 | Unicorn                                 | JP14 (6 Wo.)JP | Erstveröffentlichung: 17. April 2024 Verkäufe JP: + 3.000        |

## Filmografie
| Jahr | Titel                             | Rolle            | Anmerkungen                                            |
| ---- | --------------------------------- | ---------------- | ------------------------------------------------------ |
| 2003 | Final Fantasy X-2 (Videospiel)    | Lenne            | Charakter im Spiel                                     |
| 2004 | Cutie Honey (Film)                | Diva             | Realverfilmung                                         |
| 2006 | Cherry Girl (Film)                | Kumi             | Hauptrolle – japanische Version zu 3 Engel für Charlie |
| 2007 | Saiyûki (Film)                    | Fake Sanzo Hoshi | Film basiert auf Die Reise nach Westen                 |
| 2011 | Ikemen Desu Ne (Fernsehen)        | Sich selbst      | Cameo-Auftritt – Episode 1                             |
| 2013 | Pink Spider (Uula Version) (Film) | Candy            | Kurzfilm der auf ihr Musikvideo Pink Spider basiert    |

## Publikationen
| Jahr | Titel                                         | Thema          | Anmerkungen                              |
| ---- | --------------------------------------------- | -------------- | ---------------------------------------- |
| 2006 | Koda Kumi 1st Photo Album Maroc               | Marokko        | Fotobuch: ISBN 978-4-8470-2942-4         |
| 2006 | 2007 Calendar                                 |                | Jahreskalender für 2007                  |
| 2006 | Koda Kumi Photo Essay: Koda Shiki             | Foto Essay     | Fotobuch mit DVD: ISBN 978-4-8387-1756-9 |
| 2007 | Koda Kumi Special Photo Album Box             | Kompilation    | Fotobuch mit DVD                         |
| 2007 | 2008 Calendar                                 |                | Jahreskalender für 2008                  |
| 2008 | 2009 Calendar                                 | Klassisch      | Jahreskalender für 2009                  |
| 2009 | Koda Kumi Live Tour 2009: Trick Ura Book (裏) | Konzerttournee | Buch: ISBN 978-4-8470-4207-2             |
| 2009 | 2010 Calendar                                 | Japan          | Jahreskalender für 2010                  |
| 2010 | 2011 Calendar                                 | Reise          | Jahreskalender für 2011                  |
| 2010 | Koda Kumi 2nd Photo Album Brazil              | Brasilien      | Fotobuch: ISBN 978-4-8470-4331-4         |
| 2011 | Koda Reki                                     |                | Fotobuch: ISBN 978-4-06-216762-8         |
| 2011 | Brazil (Deluxe Edition)                       | Brasilien      | Fotobuch mit DVD                         |
| 2011 | 2012 Calendar                                 | Fiktive Reise  | Jahreskalender für 2012                  |
| 2011 | Koda Kumi 2012 Happy Box                      |                | Box-Set                                  |
| 2013 | Koda Kumi „Paparazzi“ Snap Photobook          |                | Fotobuch mit DVD                         |